# Falur Rate Laek

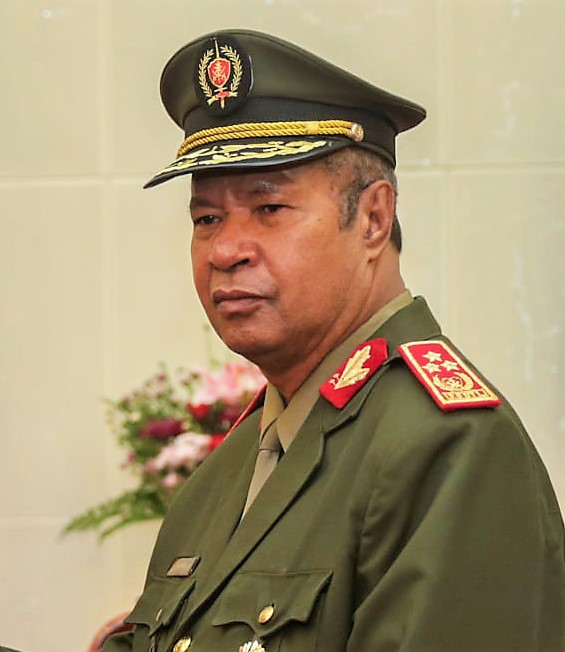
Generalleutnant Falur Rate Laek

Falur Rate Laek (tetum die Taube ohne Grab), auch Lali Asan, eigentlicher Name: Domingos Raul (* 9. Juli 1955 in Samaliu, Loi-Huno, Portugiesisch-Timor) ist ein osttimoresischer Offizier der Verteidigungskräfte Osttimors (F-FDTL).

## Werdegang

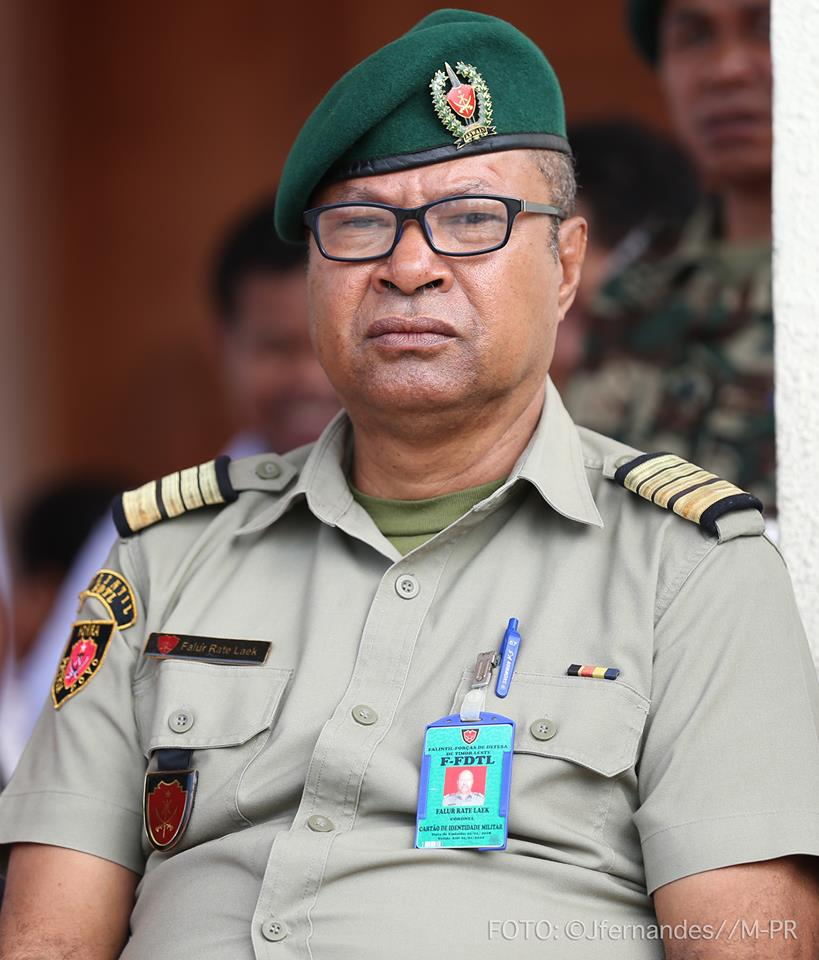
Oberst Falur Rate Laek (2018)

Falur Rate Laek wurde als viertes von zwölf Kindern geboren. In Loi-Huno besuchte er von 1964 bis 1968 die Grundschule. 1973 begann er einen schulischen Intensivkurs.
Falur Rate Laek war Mitglied der Forças Armadas de Libertação Nacional de Timor-Leste (FALINTIL), die ab 1975 gegen die indonesische Besatzung kämpfte. Zunächst half er bei der Logistik und der Mobilisierung der Bevölkerung in Ossu zum Widerstand. Von Januar 1976 bis September 1977 hatte er eine Position im Ostsektor, bevor er von September 1977 bis 1978 wieder im Sektor Zentral-Ost als Kompaniechef eingesetzt wurde. Mitte 1978 wurde er hier Zugführer (Komandante Pelutaun). Am 4. April 1979 ergab Falur Rate Laek sich in Viqueque, nachdem er drei Jahre in der Wildnis verbracht hatte. Später wurde er Mitglied der Rayat Terlatih, einer Hilfseinheit der Streitkräfte Indonesiens, arbeitete aber verdeckt gleichzeitig seit 1980 für die Milícia Popular de Libertação Nacional (MIPLIN) als zweiter Kommandant. Nach dem Kraras-Massaker 1983 desertierte er mit seiner Waffe von den Indonesiern, wie auch andere Soldaten osttimoresischer Abstammung, und schloss sich wieder der FALINTIL an. Von August 1983 bis 1. April 1984 war Falur Rate Laek zweiter Kommandant der dritten Kompanie im Sektor Centro-Leste, das Jahr darauf ab Mai erster Kommandant der Kompanie A der vierten Einheit im selben Sektor. Von April 1985 bis 1989 übernahm Falur Rate Laek die Funktion des politischen Kommissars für die Region von Viqueque bis Same und als Sekretär der Region 2 (Baucau und Viqueque). 1997 wurde Falur Rate Laek FALINTIL-Kommandant und Sekretär der Region 3 (Viqueque, Manatuto, Aileu, Same). Ende 1998 führte er einen spektakulären Angriff auf einen indonesischen Armeestützpunkt, bei dem eine große Menge automatischer Waffen erbeutet wurde. 1999 versammelten sich die FALINTIL-Kämpfer in Vorbereitung auf den Friedensschluss in vier Lagern. Falur Rate Laek begab sich im Juli in das Camp in Uai-Mori.

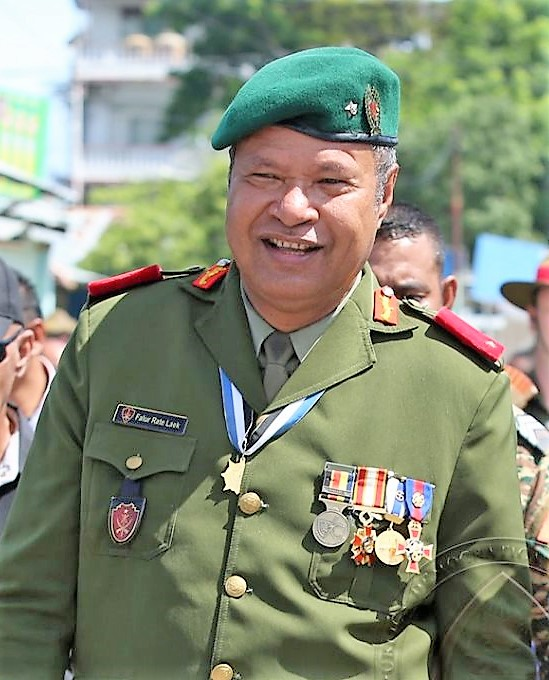
Brigadegeneral Falur Rate Laek (2020)

Während der Übergangsverwaltung der Vereinten Nationen für Osttimor (1999–2002) war Falur Rate Laek zunächst Koordinator der Zusammenarbeit der FALINTIL mit der Übergangsverwaltung der Vereinten Nationen und INTERFET in der nördlichen Grenzregion, dann der offizielle Verbindungsoffizier zwischen FALINTIL und INTERFET, beziehungsweise der UN-Friedenstruppe. 2001 absolvierte er den ersten Kurs für Offiziere und Unteroffiziere in Aileu. Mit Schaffung der F-FDTL im selben Jahr wurde Falur Rate Laek zum Oberstleutnant ernannt. 2003 berief Präsident Xanana Gusmão ihn in die Kommission zur Datenerfassung der Veteranen des Befreiungskampfes. 2007 wurde Falur Rate Laek Kommandant des 1. Bataillons und 2008 Kommandant des F-FDTL-Trainingszentrums Nicolau Lobato in Metinaro. Am 14. Januar 2009 wurde Falur Rate Laek für seine Verdienste bei der „Operation Halibur“ zum Oberst (Coronel) befördert. Am 6. Oktober 2011 folgte die Ernennung zum Stabschef (Chefe do Estado-maior das Forças Armadas CEMFA), nachdem er das Amt bereits seit August 2010 interim geführt hatte.
Im Streit zwischen Staatspräsident Taur Matan Ruak und der Regierung Osttimors über eine Verjüngung der Führungsebene der Armee wurde über eine Verabschiedung von Falur Rate Laek in die Reserve als Brigadegeneral spekuliert. Der Plan wurde dann aber nicht umgesetzt. Im August 2016 wurde Falur Rate Laek für eine weitere Amtszeit bis 2017 als Stabschef von der Regierung bestätigt. Nach Antritt der VII. Regierung folgte Präsident Francisco Guterres dem Vorschlag von Premierminister Alkatiri und verlängerte am 5. Oktober 2017 die Amtszeit Falur Rate Laeks und der bestehenden FDTL-Führung für ein weiteres Jahr, was eine erneute Änderung des Militärgesetzes bedeutete.
Am 8. Juni 2018 erfolgte die Beförderung zum Brigadegeneral und am 1. Oktober die Ernennung zum stellvertretenden Oberbefehlshaber der F-FDTL, als Nachfolger von Filomeno Paixão. Am 21. Januar 2022 wurde Falur Rate Laek vom Ministerrat in Nachfolge von Lere Anan Timur zum neuen Oberbefehlshaber der Streitkräfte nominiert und am 28. Januar durch Präsident Guterres offiziell ernannt. Mit einher ging die Beförderung zum Generalleutnant.

## Sonstiges

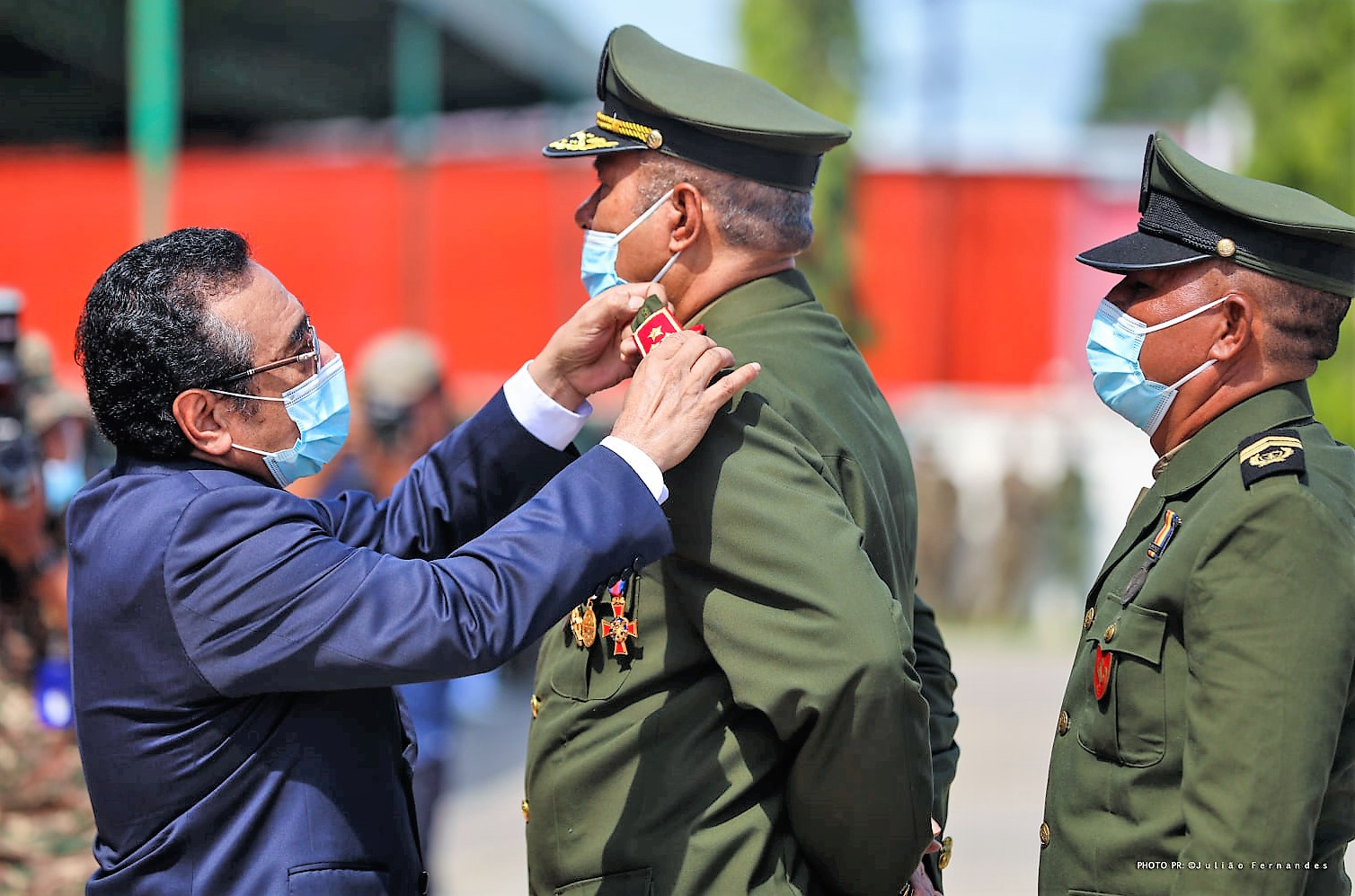
Beförderung von Falur Rate Laek zum Generalleutnant (2022)

Falur Rate Laek wurde am 7. Dezember 2006 von Staatspräsident José Ramos-Horta mit dem Ordem da Guerrilha ausgezeichnet. Im Mai 2017 erhielt Falur Rate Laek zudem den Ordem de Timor-Leste (Insígnia). Außerdem ist er Träger der Medalha de Mérito (Osttimor), der Medalha Halibur und der portugiesischen Medalha de D. Afonso Henriques (1. Klasse).
Falur Rate Laek ist Präsident des FC Lica-Lica Lemorai aus Viqueque und seit dem 24. Februar 2018 erster Vizepräsident der Federação Futebol Timor-Leste (FFTL).
Sein Kampfname bezieht sich auf seine Fahnenflucht von den Indonesiern. Er ist die Taube, Symbol der Zukunft Osttimors, die dem Grab entkam, der indonesischen Hilfstruppe. „Falur“ (deutsch Taube) steht mit seinen Buchstaben zudem für „FALINITL“, „Armadas“ (deutsch bewaffnet), Libertasaun (deutsch Befreiung), „Unidus“ (deutsch vereinigt) und „Rezistensia“ (deutsch Widerstand).
Falur Rate Laek spricht Tetum, Makasae, Portugiesisch und Bahasa Indonesia. Er ist seit 1982 mit Rosa Maria Quintão verheiratet. Zusammen haben sie drei Töchter und einen Sohn.